# Frutos climatéricos y no climatéricos

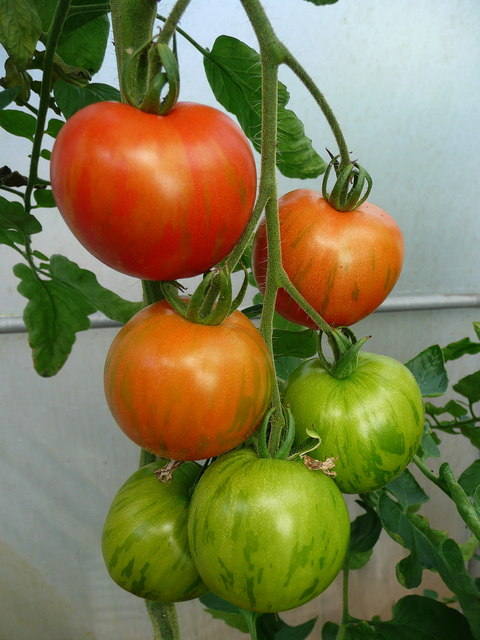
El tomate es el fruto climatérico más estudiado. Como todos los frutos climatéricos, puede madurar separado de la planta.

El concepto de frutos climatéricos y no climatéricos es fundamental en cualquier discusión acerca de los sistemas de cosecha, de la comercialización y de la conservación en postcosecha de los frutos. La categorización de los frutos en «climatéricos» y «no climatéricos» se desarrolló inicialmente sobre la base de la presencia o ausencia de un incremento en la tasa respiratoria durante la maduración, respectivamente. Sin embargo, en la actualidad la presencia o ausencia de un climaterio en los frutos se basa en la evidencia de una producción de etileno autocatalítica, más que en la respiración.
Una de las consecuencias principales de la caracterización es que facilita la visualización de las consecuencias de la cosecha en los frutos. Los frutos climatéricos son capaces de seguir madurando una vez separados de la planta (es decir, cosechados), siempre y cuando hayan alcanzado un nivel de desarrollo caracterizado por el tamaño máximo (madurez fisiológica). En cambio, los frutos no climatéricos sólo maduran en la planta, e interrumpen su maduración de forma irreversible una vez separados de ella.
La clasificación de los frutos en climatéricos y no climatéricos también facilita la comprensión de la forma en que mejor se pueden conservar los frutos. No conviene conservar ciertos frutos susceptibles a la presencia de etileno junto a frutos climatéricos que producen y liberan etileno al ambiente. El caso más característico es el de los kiwis, extremadamente sensibles a la presencia de etileno, que se ablandan hasta la sobremadurez si se almacenan junto a frutos climatéricos como las manzanas.

## Historia

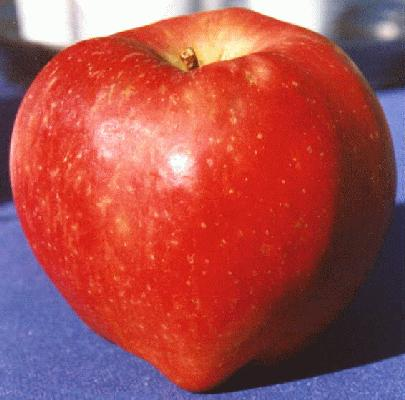
Manzana 'Red Delicious', un fruto de comportamiento típicamente climatérico.

La expresión «fruto climatérico» fue acuñada por Kidd y West en 1925 para describir el incremento en la tasa respiratoria que acompaña la maduración de las manzanas.
En la actualidad, los frutos se clasifican en climatéricos o no climatéricos según la maduración sea o no regulada principalmente por el etileno, un gas que actúa como fitohormona. Todos los frutos, al igual que cualquier órgano vegetal, producen etileno. Pero durante la maduración, algunos frutos denominados climatéricos incrementan enormemente la producción de etileno mientras que otros, denominados no climatéricos, mantienen la tasa de producción de etileno casi invariable. En los primeros, el etileno es responsable de la coordinación del proceso de maduración, en los segundos no.

## Frutos climatéricos

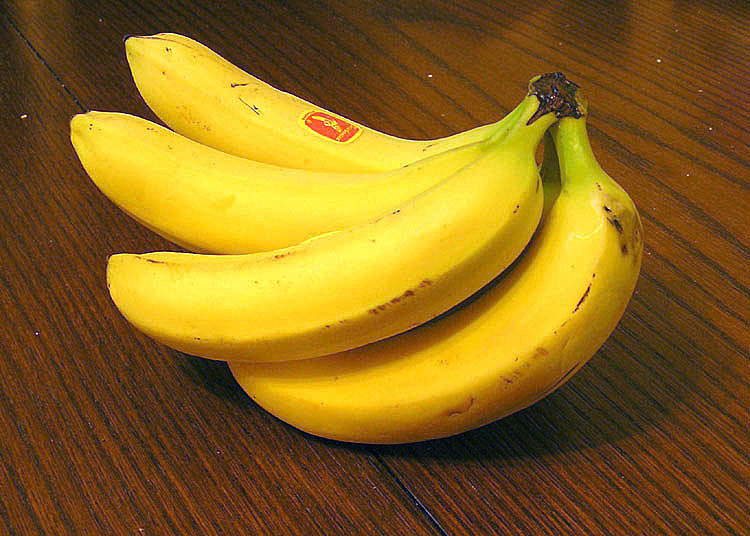
La banana se clasifica como fruto climatérico.

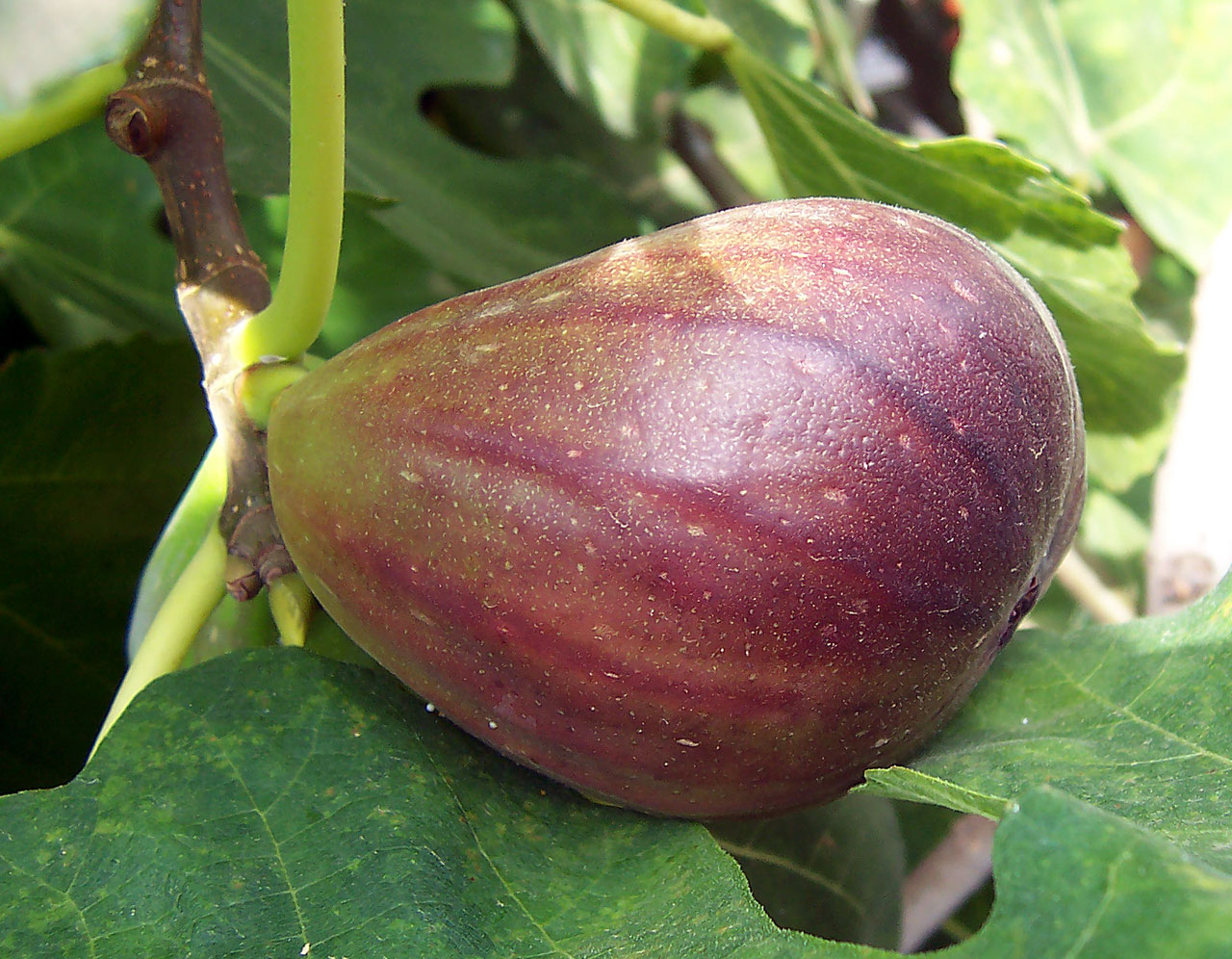
El higo es un fruto climatérico cuyo pico en la producción de etileno se produce en la planta, durante el crecimiento del fruto.

En los frutos climatéricos se presenta el siguiente comportamiento: 1) la aplicación de etileno adelanta el tiempo del climaterio (pico) respiratorio; 2) la producción autocatalítica de etileno continúa luego de retirado el tratamiento con etileno; 3) la magnitud de la tasa respiratoria es independiente de la concentración de etileno aplicado; 4) hay clara respuesta a la aplicación de etileno en la mayor parte de los índices de madurez propios de cada fruto (firmeza, color, degradación del almidón, etc.). Como consecuencia, los frutos climatéricos presentan la capacidad de continuar su maduración aun separados de la planta, siempre que hayan alcanzado un estado fisiológico que asegure la producción de etileno autocatalítico.
La producción autocatalítica de etileno, es decir, el aumento en la producción de etileno promovida por el mismo etileno durante la maduración, está invariablemente asociada con el incremento respiratorio en frutos climatéricos, aunque puede preceder, acompañar o seguir al incremento respiratorio, dependiendo del fruto en cuestión. Para la conservación de la calidad de un fruto, es deseable el mantenimiento de su tasa respiratoria en niveles bajos, ya que disminuye su consumo de hidratos de carbono. Por lo tanto, el control de la tasa de producción de etileno en frutos climatéricos favorece el control de la maduración.
Entre los frutos cuyo comportamiento es típicamente climatérico se sitúan las manzanas, las peras europeas y algunas variedades de peras asiáticas, los membrillos, los melocotones o duraznos y nectarinas, los albaricoques o damascos, los caquis, las ciruelas japonesas, los kiwis, las papayas, las bananas y plátanos, los falsos guayabos, los guayabos, los higos, los mangos, las paltas o aguacates, el maracuyá o pasionaria, la chirimoya, el arándano, etc. Entre los frutos de especies herbáceas, son climatéricos los tomates y los melones de los grupos 'Cantalupensis' e 'Inodorus'.
El etileno acelera la maduración de los frutos climatéricos pero, por el costo comercial, en la práctica se utiliza solo en contadas circunstancias, como en maduraderos de bananas, donde se aplica acetileno (un análogo del etileno que desempeña la misma función) a fin de uniformar la maduración del lote.

## Frutos no climatéricos

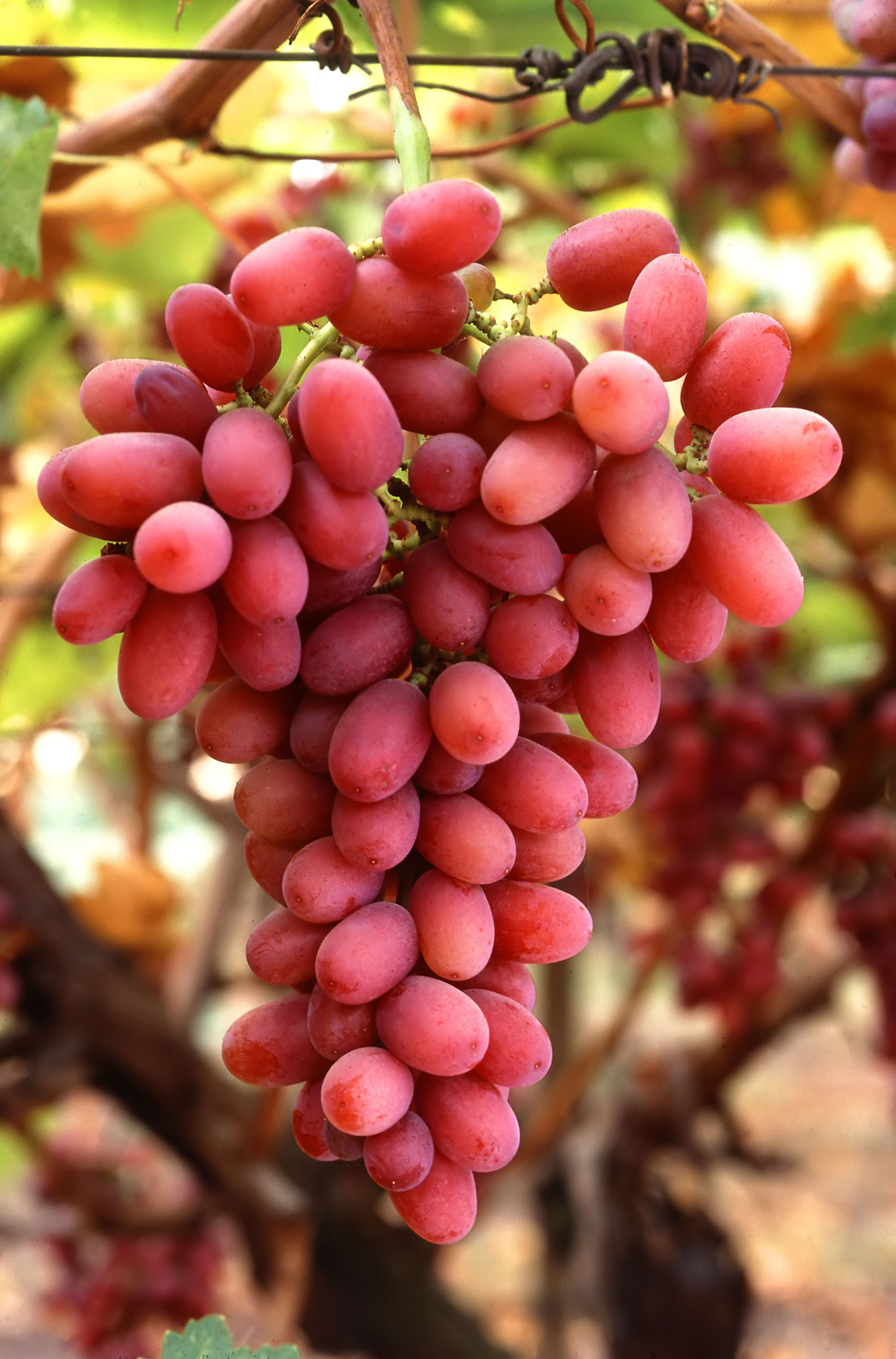
Uvas sin semilla 'Crimson Seedless', desarrolladas para consumo en fresco. La uva es un fruto de comportamiento no climatérico, por lo que su maduración se produce solamente en planta.

Los frutos no climatéricos, ante la aplicación de etileno, proceden de la siguiente forma: 1) no adelantan el climaterio respiratorio; 2) en ausencia de daños fisiológicos o patológicos no hay producción autocatalítica de etileno, ni siquiera después de aplicado un tratamiento con etileno; 3) la magnitud de la tasa respiratoria se incrementa ante dosis crecientes de etileno aplicado; 4) desde un punto de vista de la maduración organoléptica no hay respuesta ante tratamientos con etileno, excepto en términos de desverdecimiento (degradación de clorofilas). Los frutos no climatéricos carecen de la capacidad de continuar su maduración luego de ser separados de la planta, por lo cual se debe asegurar que hayan alcanzado un estado apropiado para su consumo al momento de la cosecha.
Entre los frutos no climatéricos de especies frutales leñosas o arbustivas se encuentran el ananás (piña), los frutos secos, las uvas, la aceituna, la cereza, los cítricos en general (pomelo, limón, lima, mandarina, naranja), la granada, el higo de tuna o chumbo, el litchi, el níspero del Japón, el fruto estrella o carambola, la frambuesa y la zarzamora, etc. Son frutos no climatéricos de especies herbáceas el pimiento, el pepino, la frutilla o fresa, etc.

## Desverdecimiento de frutos no climatéricos
Los frutos cítricos son ejemplos típicos de frutos no climatéricos y en ellos el etileno no regula la maduración, es decir, no maduran por acción del etileno. Sin embargo, el etileno es capaz de acelerar la degradación de las clorofilas, pigmentos responsables del color verde de los frutos. En los frutos cítricos, el color no indica necesariamente el grado de madurez. Sin embargo, en naranjas del grupo 'Valencia' (que por ser de cosecha tardía tienden a reverdecer en la planta) y en mandarinas tempranas (por ejemplo, 'Okitsu'), los frutos pueden estar maduros para su consumo y aún presentar coloraciones ligeramente verdosas. Para la comercialización de los cítricos se exige un cierto grado de coloración. Por esa razón se aplica etileno con el fin de acelerar el desverdecimiento de esos frutos, es decir, por razones estéticas.